# Chocenice
Chocenice település Csehországban, a Dél-plzeňi járásban. Chocenice Měcholupy, Drahkov, Blovice, Letiny, Seč és Jarov településekkel határos. Lakosainak száma 620 fő (2024. január 1.).

## Népesség
A település lakosságának változását az alábbi diagram mutatja:
| Lakosok száma | 920  | 839  | 863  | 626  | 583  | 573  | 566  | 585  | 580  | 620  |
|               | 1869 | 1900 | 1921 | 1961 | 1980 | 2011 | 2016 | 2019 | 2021 | 2024 |